# 基督君王主教座堂 (春祿)
春祿基督君王主教座堂（越南语：Nhà thờ chính tòa Xuân Lộc，Nhà thờ Chúa Giêsu Vua）是天主教春禄教区的主教座堂，位于越南同奈省隆庆市春和坊雄王街144号。春禄教区是越南教友人数最多的教区，2019年已超过100万。
该堂于1963年2月2日开始建造，长55米，宽18米，堂高17米，钟楼高44米。该堂为哥特式风格，有两根坚固的圆柱支撑塔形圆顶，营造出舒适、端庄和疏远的氛围。
1965年10月14日天主教春禄教区成立，该堂升格为主教座堂。